# Stig-Göran Myntti
Stig-Göran Myntti (Malax, 6 giugno 1925 – 28 febbraio 2020) è stato un calciatore finlandese, di ruolo centrocampista.

## Carriera

### Nazionale
Esordì il 30 giugno del 1945 contro la Svezia (1-6). Il 5 agosto 1953 disputò la prima di diciannove partite da capitano, giocando contro la Svezia (3-3).

## Palmarès

### Club

#### Competizioni nazionali
- Campionato finlandese: 3

VIFK: 1944, 1946, 1953

### Individuale
- Capocannoniere del campionato finlandese: 1

1947-1948 (15 reti)